# Lynn Gunn
Lyndsey Gerd Gunnulfsen (Boston, Massachusetts, 15 de març de 1994), generalment coneguda pel seu nom artístic Lynn Gunn, és una cantant, compositora i multiinstrumentista nord-americana. Coneguda per liderar la banda de rock PVRIS, tot i que també ha realitzat diverses col·laboracions en solitari amb artistes com Tonight Alive i A Loss For Words.

## Biografia
Gunnulfsen va créixer a Lowell, Massachusetts. Sovint ha comentat la seva fascinació pels cementiris, la mort i l'ocult, afirmant que aquesta va ser la inspiració darrere de molts dels temes paranormals i macabres de la seva carrera compositora. Espiritualment, ha dit que està interessada en l'astrologia, en els camins de la vida i en l'energia. Gunn ha declarat que va lluitar contra la depressió i que això també va ser una gran influència per a gran part de la seva composició. Gunn també ha citat a bandes com Paramore, Radiohead, Florence and the Machine i The Weeknd com a referents musicals.

### Imatge pública i activisme LGBT
Gunn és una de les dones més visibles del rock i una veu LGBT prominent en l'escena musical alternativa. Ella va declarar en una entrevista per Rolling Stone que es va revelar gai als seus pares quan tenia 18 anys, deixant una carta sota el coixí de la seva mare abans de sortir de gira. «Abans que res vull ser coneguda com a artista i creativa», va explicar en una entrevista a Playboy. «Crec que la meva sexualitat és l'últim que es marca en aquesta llista». Gunn va explicar la seva decisió de parlar sobre la seva sexualitat en una entrevista amb Newsbeat l'any 2015: «Mai vaig tenir algú a qui admirar i dir 'oh, aquesta persona està bé i també és gai'». Si puc ser això per a algú, és perfecte. És per això que estic oberta sobre aquest tema".
Gunn va ser un dels artistes convidats per GLAAD i Billboard per parlar sobre la seva història de presentació per al Dia Nacional de Sortida l'any 2017. Gunn va citar el suport de la seva família i va encoratjar a altres a obrir-se.
Gunn va presentar el Premi Icon a Laura Jane Grace de la banda nord-americana de punk rock Against Me! en els Premis APMA 2017.

## Carrera musical
Gunn va ser un de les fundadores de la banda PVRIS (pronunciada "París") el 2012, que després es va dir Operation Guillotini. L'any 2013, Gunn havia reemplaçat a Kyle Anthony com a vocalista i guitarrista principal. Per raons legals, el nom de la banda es va canviar oficialment a PVRIS el 26 de juliol de 2013.

## Discografia

### Amb PVRIS
Àlbums d'estudi:
- 2014: White Noise
- 2017: All We Know of Heaven, All We Need of Hell
- 2019: Hallucinations (EP)

### Col·laboracions
- 2013: «Distance» - (A Loss For Words)
- 2014: «Obsessed» - (TBMA)
- 2015: «Lose Myself» - (Seven Lions)
- 2016: «Begin» - (Elliot Middleton)
- 2018: «Disappear» - (Tonight Alive)